# Herald Square
Pour les articles homonymes, voir Herald.
Herald Square et Greeley Square sont des places de la ville de New York, dans l'arrondissement de Manhattan. Herald Square est situé à l'intersection entre Broadway, la Sixième Avenue et la 34e rue. Greeley Square prolonge Herald Square entre les 32e et 33e rues.

## Toponymie
Le nom de Herald Square provient, à l'instar de Times Square du journal le New York Herald, devenu l’International Herald Tribune, qui possédait ses quartiers généraux à cet endroit. Celui de Greeley Square vient de Horace Greeley, éditeur du New York Tribune, rival de l'Herald Tribune

## Commerces
Herald Square est un haut lieu de la vente au détail, puisque le plus grand magasin des États-Unis, et même du monde selon le Guiness des records: Macy's y est situé, de même que ses anciens grands rivaux, Gimbel's (devenu Manhhattan Mall) et E.J. Korvette and Abraham & Straus.

## Transport
En ce qui concerne les transports, Herald Square est desservi par les lignes de métro de l'IND Sixth Avenue Line (lignes B, D, F et V) et de la BMT Broadway Line (lignes N, Q, R et W), ainsi que par le PATH qui rejoint le New Jersey.

## Monuments
- La statue de Horace Grelley par 1890 par Alexander Doyle
- Statues de l'horloge monumentale par Antonin Carlès

## Galerie

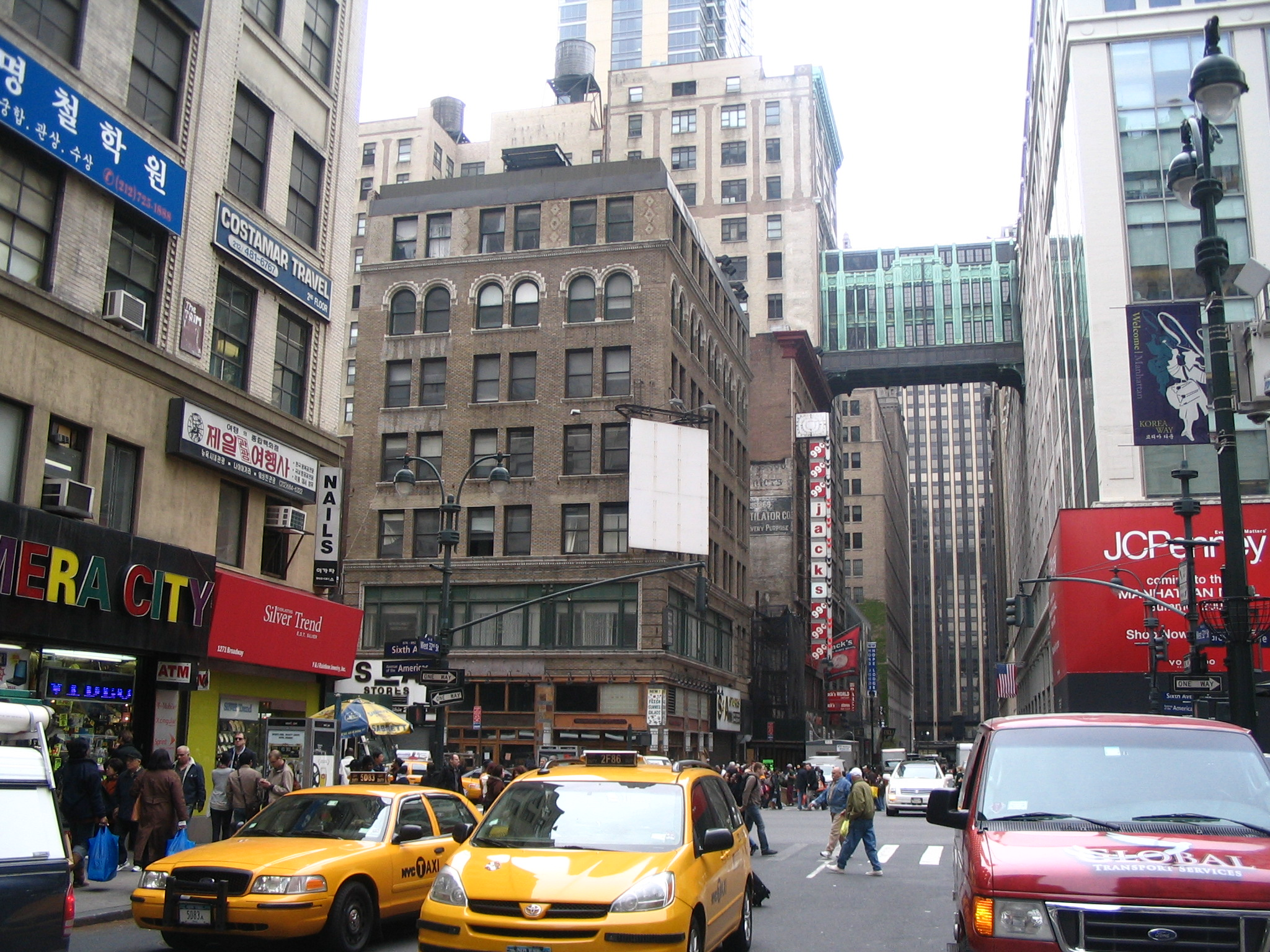
32e rue depuis Greeley Square.
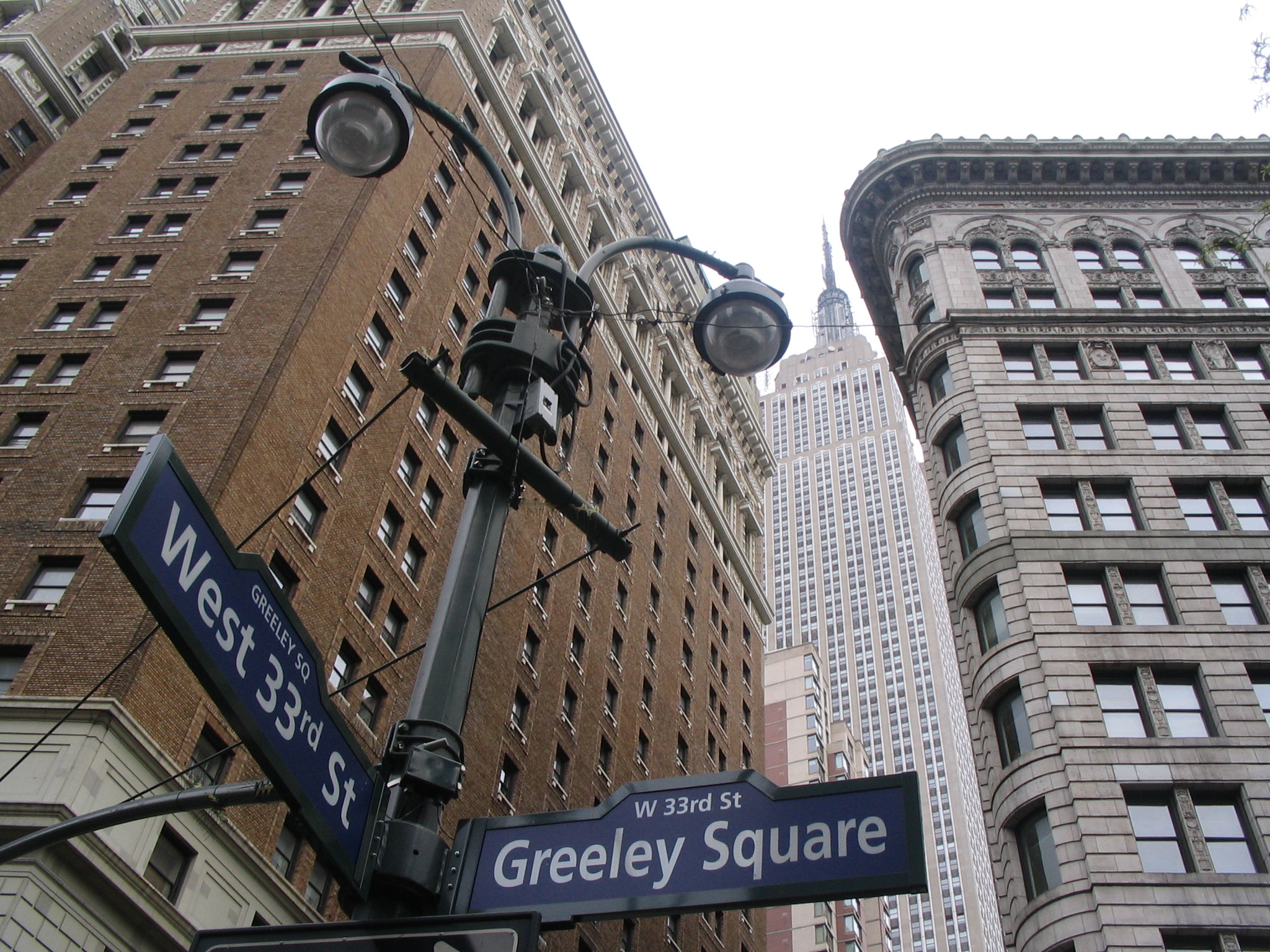
33e rue, vue sur l'Empire State Building.
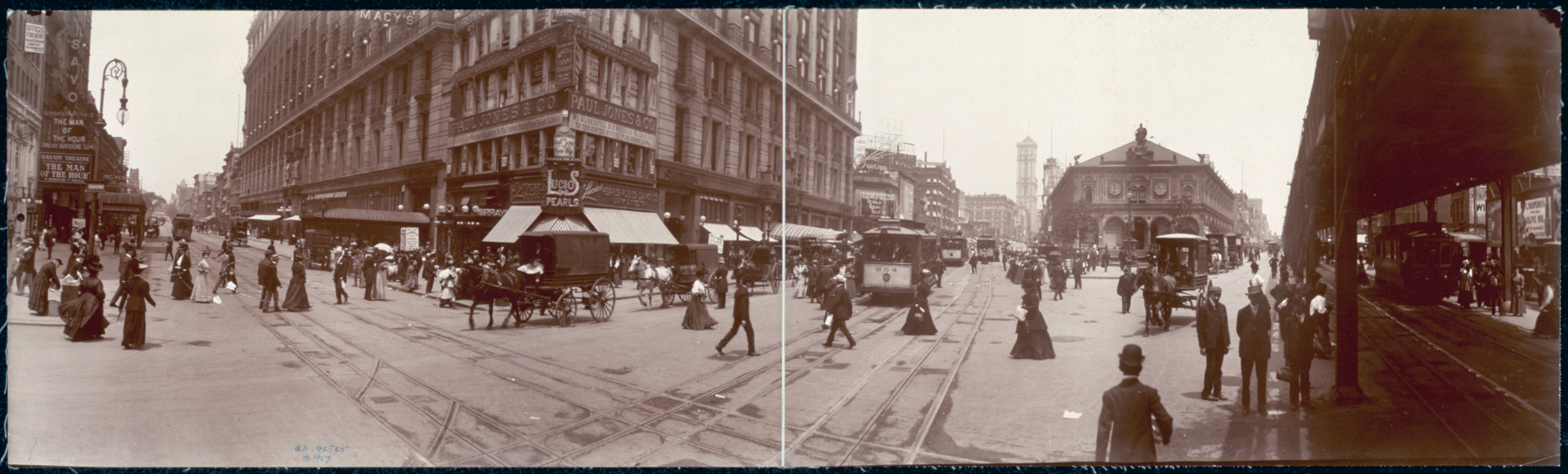
Herald Square en 1907.